# エイシンドーバー
エイシンドーバー（欧字名:Eishin Dover、2002年5月15日 - ）は、日本の競走馬。主な勝ち鞍に2007年の京王杯スプリングカップ、阪急杯。
馬名の由来は、冠名＋「ドーバー海峡」より。

## 戦績
2004年10月23日、デビュー戦となった京都競馬場での2歳新馬戦（芝1400m）では幸英明が騎乗し1番人気に支持されるも、後に新潟大賞典を制すブライトトゥモローに敗れ2着だった。なおこのレースには、他にもマルカラスカル、サンライズバッカスも出走していた。2戦目の未勝利戦では、2番人気に支持され、レースでは1番人気だったマルカラスカルに勝利し2戦目で初勝利を挙げた。
2005年の4戦目、都井岬特別で500万下条件を勝ち上がり、その後藤岡佑介に乗り替わって、保津峡特別（1000万下条件）、オリオンステークス（1600万下条件）を制し3連勝でオープン馬となった。
2006年、重賞初挑戦となった京都金杯では、川島信二が騎乗し4位に入線するが、最後の直線でチアフルスマイルとメイショウオスカルの進路を妨害したため12着へ降着となった。再び藤岡佑介が騎乗した小倉大賞典では1番人気に支持されたが2着、その後、中京記念、新潟大賞典と重賞を2戦走り、いずれも2番人気に支持されたが、それぞれ4着と5着に敗れた。初のGIとなった安田記念では蛯名正義が騎乗し、最低人気の18番人気で12着に終わった。その後、1600万下クラスに降級となり出走したゴールデンホイップトロフィーでは、クレイグ・ウィリアムズが騎乗し約1年ぶりの勝利を挙げた。ちなみにクレイグ・ウィリアムズにとってはこれがJRA初勝利となった。
2007年、前年と同じく京都金杯、小倉大賞典に出走するもいずれも2着だった。そして迎えた阪急杯は、調教師の湯浅三郎が2月いっぱいで定年引退するために湯浅厩舎所属としての最後のレースとなり、プリサイスマシーンと同着ながら重賞初勝利を飾り、湯浅師の引退に華を添えた。 3月より小崎憲厩舎に転厩し、転厩初戦のマイラーズカップは6番人気で7着に終わった。次の京王杯スプリングカップでは、5番人気ながらクビ差で制し、重賞2勝目を挙げた。しかし続く安田記念では6着に敗れた。レース後は放牧に出され、秋は前哨戦を回避し第24回マイルチャンピオンシップでレースに復帰したが、8番人気で7着だった。その後、阪神カップに出走し、ローレルゲレイロと同着の4着となり、1年間に2度の同着を経験することになった。
2008年、3年連続で京都金杯に出走するが、7着に敗れた。続いて、前年制した阪急杯には出走せず、同じ日に行われた中山記念に出走するが惜しくも2着だった。その後のマイラーズカップ、安田記念では3着だった。秋初戦は富士ステークス。1番人気に支持されたが4着だった。その後、本番のマイルチャンピオンシップでは16着と大敗した。続く阪神カップでも15着と大敗した。
2009年、富士ステークスで復帰したが見せ場がなく16着と大敗した。この年は1戦のみに終わった。
2010年、金鯱賞では好位追走も直線で一杯になり10着と大敗した。函館記念でも金鯱賞同様の競馬で11着に終わった。札幌記念では最後方から追い上げるも8着、初のダート戦となったエルムステークスでは好位追走も4コーナー付近で後退してしまい12着と惨敗が続き、ついに10月15日付けで登録を抹消して引退、愛知県日進市の愛知牧場で乗馬となることになった。その後、名古屋大学に移動し馬術大会に出場、2019年に退厩した。

## 競走成績
以下の内容は、netkeiba.comの情報に基づく。
| 競走日     | 競馬場 | 競走名              | 格       | 距離（馬場）  | 頭 数 | 枠 番 | 馬 番 | オッズ （人気） | 着順 | タイム （上り3F） | 着差 | 騎手            | 斤量 [kg] | 1着馬（2着馬）         | 馬体重 [kg] | 備考     |
| ---------- | ------ | ------------------- | -------- | ------------- | ----- | ----- | ----- | --------------- | ---- | ----------------- | ---- | --------------- | --------- | ---------------------- | ----------- | -------- |
| 2004.10.23 | 京都   | 2歳新馬             |          | 芝1400m（良） | 15    | 6     | 11    | 003.40（1人）   | 02着 | R1:23.4（35.5）   | -0.2 | 0幸英明         | 55        | ブライトトゥモロー     | 436         |          |
| 0000.11.20 | 京都   | 2歳未勝利           |          | 芝1400m（良） | 12    | 5     | 5     | 002.80（2人）   | 01着 | R1:23.3（36.3）   | -0.1 | 0幸英明         | 55        | （マルカラスカル）     | 438         |          |
| 2005.05.21 | 中京   | 3歳500万下          |          | 芝1200m（良） | 17    | 6     | 12    | 016.90（6人）   | 03着 | R1:08.5（34.5）   | -0.2 | 0幸英明         | 56        | マッハジュウクン       | 446         |          |
| 0000.06.19 | 阪神   | 戎橋特別            | 500万下  | 芝1600m（良） | 10    | 1     | 1     | 006.70（4人）   | 02着 | R1:35.2（35.4）   | -0.2 | 0幸英明         | 54        | ロードアルティマ       | 444         |          |
| 0000.07.16 | 小倉   | 足立山特別          | 500万下  | 芝1800m（良） | 10    | 6     | 6     | 003.90（2人）   | 02着 | R1:47.4（34.7）   | -0.3 | 0幸英明         | 54        | マヤノグレイシー       | 442         |          |
| 0000.07.31 | 小倉   | 都井岬特別          | 500万下  | 芝1800m（良） | 8     | 8     | 8     | 001.40（1人）   | 01着 | R1:49.4（35.4）   | -0.1 | 0幸英明         | 54        | （ナンゴクライデン）   | 446         |          |
| 0000.10.30 | 京都   | 保津峡特別          | 1000万下 | 芝1600m（良） | 13    | 7     | 10    | 008.60（6人）   | 01着 | R1:34.3（34.6）   | -0.0 | 0藤岡佑介       | 55        | （トーワクリスタル）   | 442         |          |
| 0000.12.18 | 阪神   | オリオンS           | 1600万下 | 芝2000m（良） | 12    | 8     | 11    | 017.90（5人）   | 01着 | R2:04.3（35.3）   | -0.2 | 0藤岡佑介       | 56        | （ダイタクアルビン）   | 454         |          |
| 2006.01.05 | 京都   | 京都金杯            | GIII     | 芝1600m（良） | 16    | 5     | 9     | 011.90（5人）   | 12着 | R1:34.0（34.5）   | -0.0 | 0川島信二       | 53        | ビッグプラネット       | 454         | [ 注 1 ] |
| 0000.02.04 | 小倉   | 小倉大賞典          | GIII     | 芝1800m（良） | 16    | 6     | 12    | 003.90（1人）   | 02着 | R1:47.3（34.7）   | -0.1 | 0藤岡佑介       | 54        | メジロマイヤー         | 454         |          |
| 0000.03.05 | 中京   | 中京記念            | GIII     | 芝2000m（良） | 13    | 2     | 2     | 004.40（2人）   | 04着 | R1:58.6（36.5）   | -0.4 | 0藤岡佑介       | 55        | マチカネオーラ         | 452         |          |
| 0000.05.06 | 新潟   | 新潟大賞典          | GIII     | 芝2000m（良） | 16    | 5     | 10    | 005.20（2人）   | 05着 | R1:59.6（35.1）   | -0.5 | 0藤岡佑介       | 55        | オースミグラスワン     | 448         |          |
| 0000.06.04 | 東京   | 安田記念            | GI       | 芝1600m（良） | 18    | 7     | 13    | 169.1（18人）   | 12着 | R1:33.9（34.7）   | -1.3 | 0蛯名正義       | 58        | ブリッシュラック       | 440         |          |
| 0000.12.03 | 阪神   | ゴールデンホイップT | 1600万下 | 芝1600m（良） | 14    | 6     | 9     | 005.00（3人）   | 01着 | R1:34.1（33.9）   | -0.0 | 0C.ウィリアムズ | 58        | （ブルーメンブラット） | 460         |          |
| 2007.01.06 | 京都   | 京都金杯            | GIII     | 芝1600m（稍） | 16    | 4     | 7     | 013.60（8人）   | 02着 | R1:34.1（34.6）   | -0.2 | 0蛯名正義       | 55        | マイネルスケルツィ     | 464         |          |
| 0000.02.03 | 小倉   | 小倉大賞典          | JpnIII   | 芝1800m（良） | 15    | 3     | 5     | 003.10（2人）   | 02着 | R1:47.0（35.4）   | -0.2 | 0蛯名正義       | 56        | アサカディフィート     | 458         |          |
| 0000.02.25 | 阪神   | 阪急杯              | GIII     | 芝1400m（良） | 16    | 3     | 5     | 009.60（4人）   | 01着 | R1:20.5（34.4）   | -0.1 | 0幸英明         | 56        | （プリサイスマシーン） | 460         |          |
| 0000.04.14 | 阪神   | マイラーズC         | GII      | 芝1600m（良） | 15    | 8     | 14    | 009.30（6人）   | 07着 | R1:33.1（33.8）   | -0.9 | 0幸英明         | 57        | コンゴウリキシオー     | 466         |          |
| 0000.05.12 | 東京   | 京王杯SC            | GII      | 芝1400m（良） | 18    | 4     | 8     | 007.80（5人）   | 01着 | R1:20.0（34.0）   | -0.0 | 0福永祐一       | 57        | （シンボリエスケープ） | 458         |          |
| 0000.06.03 | 東京   | 安田記念            | GI       | 芝1600m（良） | 18    | 5     | 10    | 014.80（6人）   | 06着 | R1:32.8（34.3）   | -0.5 | 0福永祐一       | 58        | ダイワメジャー         | 466         |          |
| 0000.11.18 | 京都   | マイルCS            | GI       | 芝1600m（良） | 18    | 1     | 2     | 020.80（8人）   | 07着 | R1:33.4（34.8）   | -0.7 | 0C.ルメール     | 57        | ダイワメジャー         | 464         |          |
| 0000.12.16 | 阪神   | 阪神C               | JpnII    | 芝1400m（良） | 18    | 4     | 7     | 004.30（2人）   | 04着 | R1:20.8（34.6）   | -0.2 | 0福永祐一       | 57        | スズカフェニックス     | 462         |          |
| 2008.01.05 | 京都   | 京都金杯            | GIII     | 芝1600m（良） | 16    | 3     | 6     | 014.40（6人）   | 07着 | R1:34.2（34.5）   | -0.6 | 0藤岡佑介       | 58        | エイシンデピュティ     | 464         |          |
| 0000.03.02 | 中山   | 中山記念            | GII      | 芝1800m（良） | 16    | 8     | 16    | 020.70（7人）   | 02着 | R1:47.6（34.2）   | -0.3 | 0蛯名正義       | 58        | カンパニー             | 464         |          |
| 0000.04.19 | 阪神   | マイラーズC         | GII      | 芝1600m（良） | 15    | 4     | 6     | 006.60（3人）   | 03着 | R1:33.7（34.0）   | -0.1 | 0福永祐一       | 58        | カンパニー             | 460         |          |
| 0000.06.08 | 東京   | 安田記念            | GI       | 芝1600m（良） | 18    | 2     | 3     | 033.60（9人）   | 03着 | R1:33.4（34.3）   | -0.7 | 0福永祐一       | 58        | ウオッカ               | 464         |          |
| 0000.10.25 | 東京   | 富士S               | GIII     | 芝1600m（良） | 18    | 2     | 3     | 003.50（1人）   | 04着 | R1:33.0（34.4）   | -0.3 | 0内田博幸       | 57        | サイレントプライド     | 456         |          |
| 0000.11.23 | 京都   | マイルCS            | GI       | 芝1600m（良） | 18    | 8     | 18    | 038.9（13人）   | 16着 | R1:33.4（34.8）   | -0.8 | 0内田博幸       | 57        | ブルーメンブラット     | 464         |          |
| 0000.12.21 | 阪神   | 阪神C               | JpnII    | 芝1400m（良） | 18    | 6     | 12    | 006.80（3人）   | 15着 | R1:22.9（35.9）   | -1.3 | 0M.デムーロ     | 57        | マルカフェニックス     | 464         |          |
| 2009.10.24 | 東京   | 富士S               | GIII     | 芝1600m（良） | 18    | 3     | 5     | 049.3（13人）   | 16着 | R1:34.1（34.9）   | -0.8 | 0三浦皇成       | 57        | アブソリュート         | 468         |          |
| 2010.05.29 | 京都   | 金鯱賞              | GII      | 芝2000m（良） | 14    | 3     | 3     | 170.1（11人）   | 10着 | R2:00.9（35.1）   | -1.4 | 0藤岡佑介       | 57        | アーネストリー         | 470         |          |
| 0000.07.25 | 函館   | 函館記念            | GIII     | 芝2000m（良） | 16    | 1     | 1     | 083.9（15人）   | 11着 | R1:59.4（36.1）   | -0.9 | 0柴山雄一       | 57        | マイネルスターリー     | 456         |          |
| 0000.08.22 | 札幌   | 札幌記念            | GII      | 芝2000m（良） | 16    | 7     | 14    | 326.3（16人）   | 08着 | R2:00.2（35.0）   | -0.8 | 0藤岡佑介       | 57        | アーネストリー         | 460         |          |
| 0000.09.20 | 札幌   | エルムS             | GIII     | ダ1700m（良） | 13    | 3     | 3     | 026.10（8人）   | 12着 | R1:46.7（39.2）   | -3.2 | 0柴山雄一       | 57        | クリールパッション     | 452         |          |

## エピソード
- 湯浅三郎にとっては調教師として最後の重賞勝利、小崎憲にとっては調教師として最初の重賞勝利、クレイグ・ウィリアムズにとってはJRA初勝利をもたらすなど記念となる勝利になっている。

## 血統表
| エイシンドーバーの血統Mr. Prospector系 / Hail to Reason 5×4=9.38% | エイシンドーバーの血統Mr. Prospector系 / Hail to Reason 5×4=9.38% | エイシンドーバーの血統Mr. Prospector系 / Hail to Reason 5×4=9.38% | （血統表の出典）       | （血統表の出典） |
| 父 Victory Gallop 1995 鹿毛                                       | 父の父Cryptoclearance 1984 黒鹿毛                                 | Fappiano                                                          | Mr. Prospector         | Mr. Prospector   |
| 父 Victory Gallop 1995 鹿毛                                       | 父の父Cryptoclearance 1984 黒鹿毛                                 | Fappiano                                                          | Killaloe               |                  |
| 父 Victory Gallop 1995 鹿毛                                       | 父の父Cryptoclearance 1984 黒鹿毛                                 | Naval Orange                                                      | Hoist the Flag         | Hoist the Flag   |
| 父 Victory Gallop 1995 鹿毛                                       | 父の父Cryptoclearance 1984 黒鹿毛                                 | Naval Orange                                                      | Mock Orange            |                  |
| 父 Victory Gallop 1995 鹿毛                                       | 父の母Victorious Lil 1989 鹿毛                                    | Vice Regent                                                       | Northern Dancer        | Northern Dancer  |
| 父 Victory Gallop 1995 鹿毛                                       | 父の母Victorious Lil 1989 鹿毛                                    | Vice Regent                                                       | Victoria Regina        |                  |
| 父 Victory Gallop 1995 鹿毛                                       | 父の母Victorious Lil 1989 鹿毛                                    | Glass House                                                       | Halo                   | Halo             |
| 父 Victory Gallop 1995 鹿毛                                       | 父の母Victorious Lil 1989 鹿毛                                    | Glass House                                                       | Glass Collector        |                  |
| 母 * エイシンジョージア Eishin Georgia 1991 栗毛                  | 母の父Kris S. 1977 黒鹿毛                                         | Roberto                                                           | Hail to Reason         | Hail to Reason   |
| 母 * エイシンジョージア Eishin Georgia 1991 栗毛                  | 母の父Kris S. 1977 黒鹿毛                                         | Roberto                                                           | Bramalea               |                  |
| 母 * エイシンジョージア Eishin Georgia 1991 栗毛                  | 母の父Kris S. 1977 黒鹿毛                                         | Sharp Queen                                                       | Princequillo           | Princequillo     |
| 母 * エイシンジョージア Eishin Georgia 1991 栗毛                  | 母の父Kris S. 1977 黒鹿毛                                         | Sharp Queen                                                       | Bridgework             |                  |
| 母 * エイシンジョージア Eishin Georgia 1991 栗毛                  | 母の母Untamed Spirit 1977 栗毛                                    | Groshawk                                                          | Graustark              | Graustark        |
| 母 * エイシンジョージア Eishin Georgia 1991 栗毛                  | 母の母Untamed Spirit 1977 栗毛                                    | Groshawk                                                          | Songster               |                  |
| 母 * エイシンジョージア Eishin Georgia 1991 栗毛                  | 母の母Untamed Spirit 1977 栗毛                                    | Trubulent Miss                                                    | Petare                 | Petare           |
| 母 * エイシンジョージア Eishin Georgia 1991 栗毛                  | 母の母Untamed Spirit 1977 栗毛                                    | Trubulent Miss                                                    | Behaving Deby F-No.8-c |                  |